# دره اسب
دره اسب، روستایی از توابع بخش مرکزی شهرستان دیواندره در استان کردستان ایران است.
زادگاه ماموستا مرحوم محمد ربیعی
امکانات روستا :آب شرب .اجرای فاضلاب کشی .گاز .برق . تلفن .اینترنت .پنجاه درصد اجرای طرح هادی .ساختمان دهیاری .ماشین حمل زباله 
بزرگان روستا :  
۱.مرحوم  محمد رئوف رحیمی( دهیار ۸۲ الی ۸۸) 
۲.ماموستا محمد ربیعی 
محصولات :گندم .جو .یونجه . باغداری .وکاشت گیاهان داروی (سیر .موسیر .زعفران...) 
کارگاه تولید ادوات کشاورزی شاهمحمدی وخدادادی که بیشتر ادوات کشاورزی منطقه وحتی استان های همجوار توسط صنعتگران جوان این روستا به تولید میرسد . 
استاد فاروق شاهمحمدی 
استاد لقمان شاهمحمدی 
استاد بهنام خدادادی 
✍: غیاث معروفی (دهیار)  

## جمعیت
این روستا در دهستان قراتوره قرار دارد و براساس سرشماری مرکز آمار ایران در سال ۱۳۸۵، جمعیت آن ۵۴۲ نفر (۱۰۴خانوار) بوده‌است.